# Actias rossi
Actias rossi är en fjärilsart som beskrevs av Ross 1872. Actias rossi ingår i släktet månspinnare, och familjen påfågelspinnare. Inga underarter finns listade i Catalogue of Life.